# Шпесарт (Бролтал)
Шпесарт (њем. Spessart) општина је у њемачкој савезној држави Рајна-Палатинат. Једно је од 74 општинска средишта округа Арвајлер. Према процјени из 2010. у општини је живјело 757 становника. Посједује регионалну шифру (AGS) 7131208.

## Географски и демографски подаци
Шпесарт се налази у савезној држави Рајна-Палатинат у округу Арвајлер. Општина се налази на надморској висини од 500 метара. Површина општине износи 8,7 km². У самом мјесту је, према процјени из 2010. године, живјело 757 становника. Просјечна густина становништва износи 87 становника/km².